# Plungar
Plungar – wieś w Anglii, w hrabstwie Leicestershire, w dystrykcie Melton, w civil parish Redmile. Leży 15 km od miasta Melton Mowbray. W 1931 roku civil parish liczyła 205 mieszkańców.